# Kaidala, Tumkur
Kaidala là một làng thuộc tehsil Tumkur, huyện Tumkur, bang Karnataka, Ấn Độ.